# Anita Augspurg
Anita Augspurg (Verden un der Aller, 22 de septiembre de 1857-Zürich, 20 de diciembre de 1943) fue una jurista alemana, actriz, escritora, activista del movimiento feminista radical y pacifista.

## Trayectoria
Hija de un abogado, durante su adolescencia, Augspurg trabajó en el bufete de su padre hasta que alcanzó la mayoría de edad. En Berlín completó de formación de profesores para enseñar en universidades de mujeres y también tomó clases de actuación en paralelo. De 1881 a 1882 fue una aprendiz en el Meiningen Ensemble, y participó en tours de conciertos por Alemania, Los Países Bajos y Lituania. Su abuela maternal, quién murió en 1887, le dejó una herencia considerable, la cual le hizo financieramente independiente.

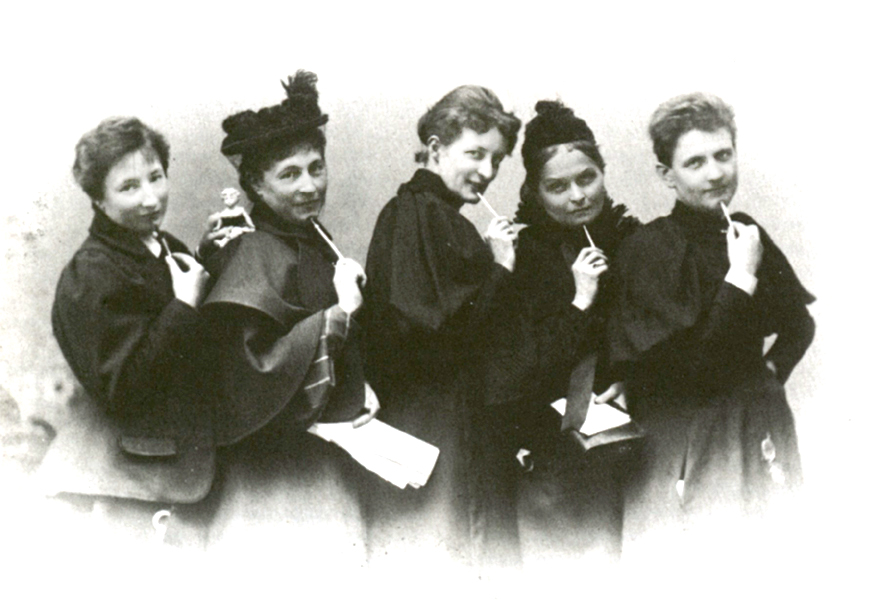
Augspurg y sus asociadas feministas "Verein für Frauenstimmrecht": Anita Augspurg, Marie Stritt, Lily von Gizycki, Minna Cauer y su amiga Sophia Goudstikker, Fotografiadas en Elvira Estudio, Múnich en 1896

Después de una carrera de cinco años como actriz, fue con su amiga Sophia Goudstikker a Múnich, donde en 1887 conjuntamente abrieron un estudio de fotografía, el Hofatelier Elvira. Las dos mujeres llevaban cabello corto, ropa no convencional, y frecuentemente hicieron público su apoyo a la lucha para la liberación de las mujeres y su estilo de vida libre. Debido a aquel estilo de vida inusual, Augspurg estuvo expuesta a ataques personales por antifeministas más que otras personalidades del movimiento feminista. Sin embargo, sus contactos hicieron a través de esta etapa y el estudio rápidamente le hicieron muy conocida, y finalmente tuvo la familia real bávara como cliente. En Múnich conoció a Ika Freudenberg y a Emmy Preusser, y juntas colaboraron en el Society for Promotion of Intellectual Interests of Women.
Hacia 1890 Augspurg estaba profundamente involucrada en el movimiento de mujeres alemanas y practicaba como oradora pública. Su compromiso con los derechos de las mujeres la llevó a decidir, después de varios años de trabajo exitoso, estudiar para obtener un título en derecho. Ella fue a la Universidad de Zúrich, Suiza, porque las mujeres en Alemania todavía no tenían el mismo acceso a las universidades. Junto a Rosa Luxemburgo, con quien tuvo una relación turbulenta, fue una de las fundadoras de la Asociación Internacional de Estudiantes (Internationaler Studentinnenverein). Completó sus estudios con un doctorado en 1897, la primera doctora en derecho del Imperio alemán. Sin embargo, no podía ejercer como abogada, ya que las mujeres aún no podían hacerlo.
Mientras tanto, en 1895 Augspurg había comenzado a colaborar con el periódico Die Frauenbewegung ("El movimiento de mujeres"), escribiendo artículos denunciando la discriminación a la que estaba sometida en la legislación social, describiendo en particular el matrimonio como una forma de prostitución legalizada. En 1896 participó en la Conferencia Internacional de Mujeres celebrada en Berlín, donde conoció a la feminista radical Lida Gustava Heymann, quien se convirtió en su compañera por el resto de su vida.
En el cambio de siglo, Augspurg hizo campaña por los derechos de las mujeres en el Código Civil alemán: reunió a sus amigas políticas, Minna Cauer y Marie Raschke, presentando peticiones sobre la nueva ley de matrimonio y el derecho de familia, que fue solo parcialmente efectivo. Augspurg publicó una sensacional "Carta abierta" en 1905, en la que hizo un llamamiento para cambiar la ley matrimonial patriarcal que prevalecía entonces para permitir el ingreso al "matrimonio libre", desafiando el matrimonio aprobado por el estado. Esto fue interpretado como boicot al matrimonio y provocó una tormenta de indignación. Durante este tiempo, después de la división radical de las organizaciones conservadoras de mujeres, muchas mujeres consideraron el sufragio radical de las mujeres como una prioridad. Augspurg y su compañera Lida Gustava Heymann trabajaron juntas en la junta de la Asociación de Organizaciones Progresivas de Mujeres. Formaron una asociación para el sufragio femenino en Hamburgo (1902) y en Baviera (1913). A partir de 1907, Augspurg contribuyó con Zeitschrift für Frauenstimmrecht y estuvo representado en 1919 en la revista Die Frau im Staat, en la que se publicaron posturas feministas, democráticas radicales y pacifistas.
Durante la Primera Guerra Mundial, Augspurg y Heymann tuvieron reuniones ilegales en su apartamento de Múnich. Participaron en el Congreso Internacional de Mujeres en La Haya, Holanda, en abril de 1915, lo que condujo a la fundación en 1919 de la Liga Internacional de Mujeres por la Paz y la Libertad (IFFF), de la cual Heymann fue Vicepresidenta. Encontraron un terreno común contra la guerra con los socialdemócratas independientes, que se separó del Partido Socialdemócrata. En este contexto, sus diferencias anteriores con mujeres socialistas como Clara Zetkin se volvieron menos importantes. Augspurg colaboró con Kurt Eisner, y después de la proclamación de la República de Weimar en 1918, se convirtió en miembro del Landtag provisional de Baviera. En las siguientes elecciones, aparecieron en la lista de socialdemócratas independientes, pero no obtuvieron ningún mandato.
Hasta 1922, un doctorado en leyes no permitía a las mujeres practicar la abogacía en Alemania, pero la nueva legislación de igualdad bajo la Constitución de Weimar finalmente le permitió a Augspurg ejercer. Dado que otras mujeres habían obtenido un doctorado en leyes antes que ella, especialmente en Zürich, Freiburg, Múnich o Leipzig (Johanna von Evreinov), las referencias a ella como la primera abogada de Alemania son erróneas.
Opuesta a la guerra, propuso formas de boicot activo. Además de apoyar la política de acabar con el capitalismo y organizar un matriarcado como sociedad futura, continuó luchando contra todas las formas de discriminación por género y nacionalidad, para el desarme general y para la independencia de todas las naciones oprimidas por el colonialismo. Ella se oponía al antisemitismo y al Nazismo naciente.
En 1933, debido a la toma del Partido Nazi, Augspurg y Heymann no regresaron a Alemania de un viaje de invierno; temían represalias. Un factor crucial fue que ella y Heymann habían apelado en 1923 al ministro del Interior bávaro para la expulsión del austriaco Adolf Hitler, por motivos de sedición. Los nazis en el poder efectivamente confiscaron sus propiedades, y todo el material escrito que había en su casa se perdió. Ella se fue a vivir al exilio en Suiza, junto con Heymann.
Pasaron a un exilio más lejano en América del Sur, pero luego regresaron a Europa para establecerse en Zúrich. Allí Augspurg murió en 1943, unos meses después de su compañera. Al igual que Heymann, está enterrada en el cementerio de Fluntern en Zürich, Suiza.

## Publicaciones
- Lida Gustava Heymann, Anita Augspurg, Erlebtes, Erschautes. Deutsche Frauen kämpfen für Freiheit, Recht und Frieden, Hellmann, Frankfurt/M. 1992 ISBN 3-927164-43-7
- Ueber die Entstehung und Praxis der Volksvertretung in England. Knorr & Hirth, München 1898, zugleich: Dissertation, Zürich 1898.